# ザ・レイド GOKUDO
『ザ・レイド GOKUDO』 (The Raid 2: Berandal) は、2014年公開のインドネシアのアクション映画。2011年のアクション映画『ザ・レイド』の続編である。

## あらすじ
物語は前作終了直後よりスタートする。ギャングのボスであるタマを組織に潜入していた兄アンディと共に打倒し、汚職警官のワフュを逮捕することに成功したSWAT隊員のラマ。ラマはその能力から潜入捜査官として特殊チームへの参加を勧められるが、チームが潜入捜査の邪魔になるという理由でワフュを即座に抹殺したのを目の当たりにし、一度はそれを拒否する。しかし、兄のアンディがタマと繋がりがあった新興ギャング団ボスであるベジョによって捕縛され、殺害されたことを知ったラマは潜入捜査官になることを承諾。ベジョの組織、そしてベジョの組織と敵対する地元マフィアのバングンが仕切る２大組織を撲滅するため、逮捕されて刑務所にいるバングンの息子であるウチョにラマは受刑者として接触を図る。
当初は数か月の服役という話であったが刑務所に入るために有力者である政治家の息子に重傷を負わせたうえ、刑務所でもウチョを殺害しようとした他受刑者を返り討ちにして殺害したことからラマは2年もの服役を強いられる。しかしながらウチョを守ったことからバングンに気に入られたラマは出所後に礼として組織に入ることに成功し、ウチョの部下として働くことになる。バングン、ウチョ両名から信用され、情報収集を続けるラマ。そんな中、ウチョは父であるバングンが取引相手である日本のヤクザに媚びる姿勢や敵対組織であるベジョ一味らへの対応が甘くなってきていることに苛立ちを募らせていき、あろうことか、ベジョと手を組もうとする。

## キャスト
- ラマ - イコ・ウワイス

前作の惨劇の生き残りである元SWAT隊員。潜入捜査官。
- ウチョ - アリフィン・プトラ

バンクンの息子。
- バングン - ティオ・パクソデウー

地元マフィアボス。後藤組とは停戦協定を結んでいる。
- ベジョ - アレックス・アッバド

新興ギャング団ボス。ラマの兄を殺害する。
- プラコソ- ヤヤン・ルヒアン

バングンに最も信頼されている古参の殺し屋。
- エカ - オカ・アンタラ

バンクンの右腕。
- キラーマスター - セセプ・アリフ・ラーマン

ベジョ配下の殺し屋。ナイフ使い。
- ハンマー・ガール（アリシア） - ジュリー・エステル

ベジョ配下の殺し屋。仕事では金槌を使う。聾唖者。
- ベースボール・バットマン - ベリー・トリ・ユリスマン

ベジョ配下の殺し屋。ハンマー・ガールの兄。
- レザ - ロイ・マーティン

汚職警官。
- ゴトウ - 遠藤憲一

インドネシアに拠点を置く後藤組の組長。バングンとは停戦中。
- ケンイチ - 松田龍平

ゴトウの息子。
- リュウイチ - 北村一輝

ゴトウの右腕。通訳も担当する。

## 公開
日本での一般公開は、2014年11月22日よりオリジナル版から約4分のカットを行ったR15+版（146分）が公開された。
オリジナル版は公開前夜に行われた「ザ・レイド祭り」内でのみ限定公開されたが、その後は2014年12月13日より都内3館限定でカットされたシーンを復活させたR18+版（150分）として公開された。

## ソフト化
2015年3月6日より146分のR15+版のレンタルが開始された。　150分のR18+版は角川書店より発売されるセル版にのみに収録されている。